# ألاميدا (كاليفورنيا)
ألاميدا (بالإنجليزية: Alameda)‏ هي إحدى مدن مقاطعة ألاميدا، كاليفورنيا. تم إعطاءها لقب مدينة في 19 أبريل، 1854.

## المناخ
يظهر الجدول التالي التغييرات المناخية على مدار السنة لألاميدا:
| البيانات المناخية لـألاميدا                  | البيانات المناخية لـألاميدا | البيانات المناخية لـألاميدا | البيانات المناخية لـألاميدا | البيانات المناخية لـألاميدا | البيانات المناخية لـألاميدا | البيانات المناخية لـألاميدا | البيانات المناخية لـألاميدا | البيانات المناخية لـألاميدا | البيانات المناخية لـألاميدا | البيانات المناخية لـألاميدا | البيانات المناخية لـألاميدا | البيانات المناخية لـألاميدا | البيانات المناخية لـألاميدا |
| الشهر                                        | يناير                       | فبراير                      | مارس                        | أبريل                       | مايو                        | يونيو                       | يوليو                       | أغسطس                       | سبتمبر                      | أكتوبر                      | نوفمبر                      | ديسمبر                      | المعدل السنوي               |
| -------------------------------------------- | --------------------------- | --------------------------- | --------------------------- | --------------------------- | --------------------------- | --------------------------- | --------------------------- | --------------------------- | --------------------------- | --------------------------- | --------------------------- | --------------------------- | --------------------------- |
| متوسط درجة الحرارة الكبرى °ف (°م)            | 58.3 (14.6)                 | 61.8 (16.6)                 | 64.6 (18.1)                 | 67.5 (19.7)                 | 69.4 (20.8)                 | 71.6 (22.0)                 | 72.0 (22.2)                 | 73.0 (22.8)                 | 74.3 (23.5)                 | 72.3 (22.4)                 | 65.4 (18.6)                 | 58.5 (14.7)                 | 67.4 (19.7)                 |
| المتوسط اليومي °ف (°م)                       | 52.3 (11.3)                 | 55.3 (12.9)                 | 57.7 (14.3)                 | 59.7 (15.4)                 | 61.8 (16.6)                 | 63.9 (17.7)                 | 64.7 (18.2)                 | 65.7 (18.7)                 | 66.6 (19.2)                 | 64.5 (18.1)                 | 58.7 (14.8)                 | 52.9 (11.6)                 | 60.3 (15.7)                 |
| متوسط درجة الحرارة الصغرى °ف (°م)            | 46.4 (8.0)                  | 48.9 (9.4)                  | 50.8 (10.4)                 | 51.9 (11.1)                 | 54.2 (12.3)                 | 56.2 (13.4)                 | 57.5 (14.2)                 | 58.4 (14.7)                 | 58.9 (14.9)                 | 56.6 (13.7)                 | 52.0 (11.1)                 | 47.3 (8.5)                  | 53.3 (11.8)                 |
| معدل هطول الأمطار إنش (مم)                   | 4.21 (107)                  | 4.10 (104)                  | 2.74 (70)                   | 1.18 (30)                   | 0.72 (18)                   | 0.15 (3.8)                  | 0.01 (0.25)                 | 0.04 (1.0)                  | 0.19 (4.8)                  | 1.94 (49)                   | 2.50 (64)                   | 4.00 (102)                  | 21.78 (553.85)              |
| متوسط الأيام الممطرة (≥ 0.01 in)             | 10.3                        | 9.5                         | 11.4                        | 5.5                         | 3.1                         | 1.4                         | 0.4                         | 0.6                         | 1.6                         | 3.6                         | 8.4                         | 10.6                        | 66.4                        |
| المصدر: NCEI (Data Tools: 1981-2010 Normals) |                             |                             |                             |                             |                             |                             |                             |                             |                             |                             |                             |                             |                             |

## أعلام
- ألبرت كيلوغ
- إريك بيترسون
- ليف إريكسون
- ويتني ريد
- جيمس دوليتل
- إدوارد إتش شيفر
- أليكسي باباس
- ماري هاس
- هولغر ثييل
- فرنسيس فريدريك